# Dianthus vanensis
Dianthus vanensis är en nejlikväxtart som beskrevs av Behçet och Ilçim. Dianthus vanensis ingår i släktet nejlikor, och familjen nejlikväxter. Inga underarter finns listade i Catalogue of Life.